# Eugenia Balcells
Eugènia Balcells (Barcelona, 5 de diciembre de 1943) es una artista visual española, pionera en el uso de las tecnologías en el arte, conectando los principios de la ciencia con los de la filosofía, la sociología y el arte. Entre sus trabajos encontramos una gran variedad de soportes, como la fotografía, las instalaciones, los vídeos, la vídeo performance y los films, entre otros. Partituras, vídeos, películas, instalaciones audiovisuales, performances, libros de artista y murales son algunos de los soportes y lenguajes utilizados por la artista. Además de su actividad creadora, Balcells imparte cursos en diversos centros y universidades. Su trabajo Frecuencias, presentado por primera vez en octubre de 2009 en Barcelona, le valió la Medalla de Oro al Mérito de las Bellas Artes y el Premio Nacional de Artes Visuales de la Generalidad de Cataluña.
Cruz de San Jordi 2025.

## Biografía
Nacida en el seno de una familia de arquitectos y con un abuelo inventor, Balcells —explica en su biografía— se inicia en el aprendizaje del frágil equilibrio entre lo intangible y lo material, entre lo ilusorio y lo exacto, a través del contacto cotidiano de todo tipo de instalaciones relacionadas con la visión y la matemática.
Tuvo una infancia marcada por un padre estricto y una educación severa. En una de sus entrevistas también explica cómo le marcó un grave accidente con un coche que ella misma conducía en el que murió su madre y en el que ella misma estuvo prácticamente muerta durante unos días.
Estudió Arquitectura Técnica en la Universidad de Barcelona donde licenció en 1967. Al año siguiente viaja a Estados Unidos en busca de libertad y donde prosigue su formación artística en la Universidad de Iowa. En 1971 obtiene el máster en Arte.
Hasta 1979 vive entre Barcelona y Nueva York, año en que fija su residencia en Estados Unidos y a partir de 1988 vuelve a residir en ambas ciudades alternativamente.

### Trayectoria artística
Sus comienzos artísticos a mediados de los 70 estuvieron ligados al arte conceptual catalán y a la crítica sociológica, la sociedad de consumo y los medios de comunicación. A pesar de su dominio del dibujo o del color, se decidió por el arte conceptual y desarrolla su trabajo en los campos de la instalación y el cine experimental, convirtiéndose en pionera en España en este terreno.
Las primeras instalaciones, películas y vídeos que realiza se identifican con las corrientes crítico-sociológicas, tratando temas relacionados con la sociedad de consumo contemporánea y con los efectos de los medios de comunicación sobre la cultura de masas.
Entre sus obras primeras destacan la película Fuga (1979), el vídeo Indian Circle (1982) y la instalación From the Center (1983). Libros (Möebius Spaces, Ophelia…), partituras (Flight, Xerox Music…) y trabajos sobre los temas de actualidad (Álbum portátil, Brindis, Ir yendo…) complementan sus grandes instalaciones. Entre ellas, destacan: En tránsito (1993), En el corazón de las cosas (1998), Un espacio propio (2000) y Roda do tempo (2001).
Entre 1981 y 1982, a raíz de una serie de contactos con distintos músicos norteamericanos, entre los que destaca Peter Van Riper, y continuando la exploración de la relación entre imágenes y sonidos ya propuesta en la película 133 (1978-79), realiza un conjunto de trabajos denominados Sound Works.
En 1982 realizó From de Center, una pieza histórica que presentó en el primer festival de vídeo en España. Fue una de las primeras que se realizaron con doce canales en un punto de Nueva York sin mover la cámara durante dos años.
A través de su exploración de los límites de la percepción visual en las dos instalaciones de vídeo Color Fields, presentada en el I Festival Nacional de Vídeo en el Círculo de Bellas Artes de Madrid (1984), y TV Weave, presentada en el Institute for Art and Urban Resources, P.S.1, Nueva York (1985), alcanza una nueva comprensión de la imagen electrónica. Con TV Weave, participó en la exposición Primera Generación - Arte e Imagen en Movimiento, en el Museo Nacional Centro de Arte Reina Sofía (2006-2007).
Su indagación sobre las posibilidades de la imagen electrónica es un aspecto permanente en su obra: Color Fields (1984), TV Weave (1985), Traspasar límites (1996), Frecuencias (2009), Rueda de color (2009) y Universo (2012).

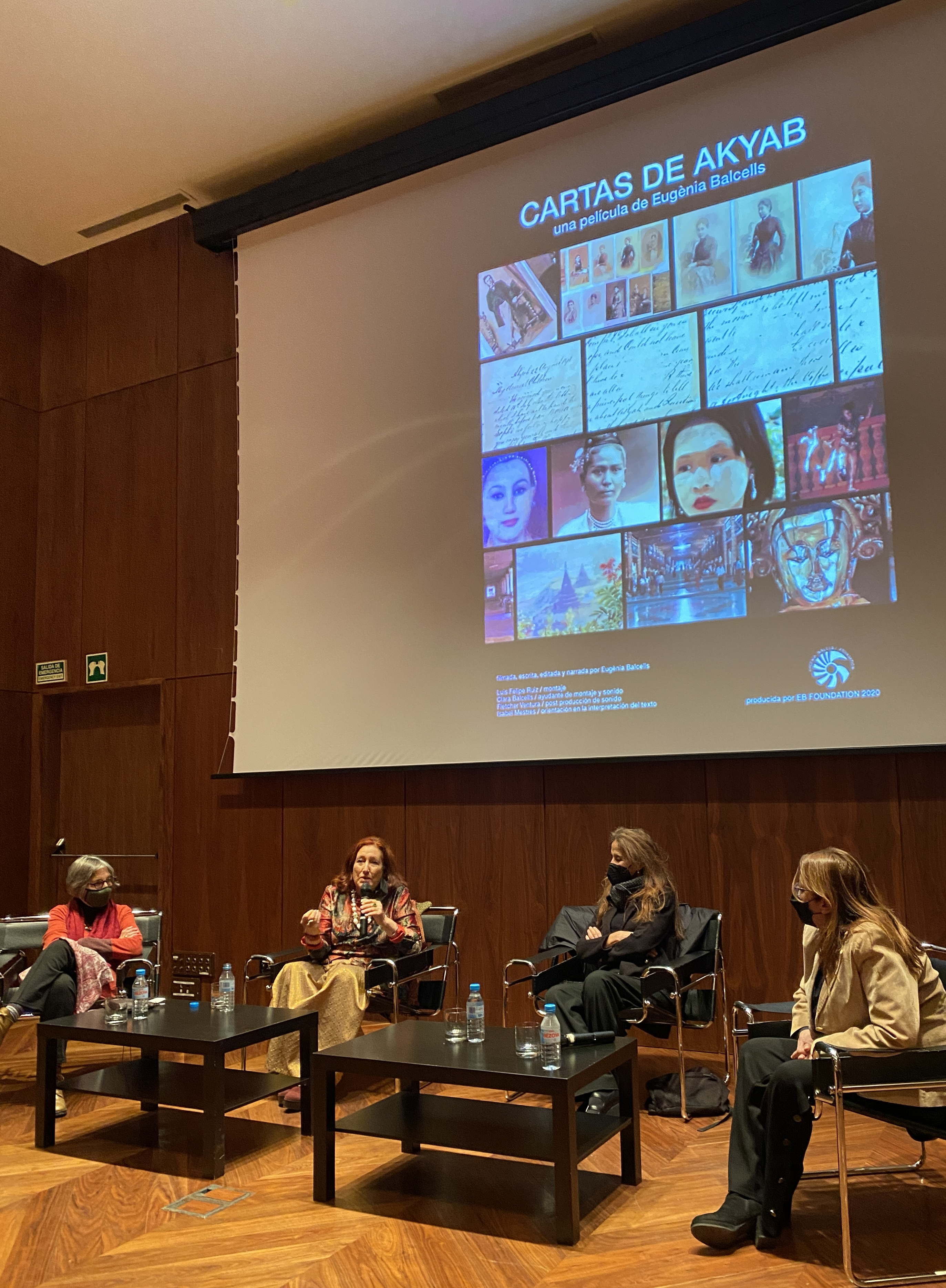
Presentando su película Cartas de Akyab en el Museo Thyssen de Madrid en el año 2022

En 1995 expuso en el Museo Reina Sofía y en 1999 presentó Brindis en la Casa de América en la exposición El enigma de lo cotidiano. 
En el año 2022 presenta en el Museo Thyssen de Madrid, su película Cartas de Akyab sobre Birmania y su vinculación familiar, junto con la directora de cultura de Casa Asia Menene Gras y Rocío de la Villa.  

### La luz vertebra su obra

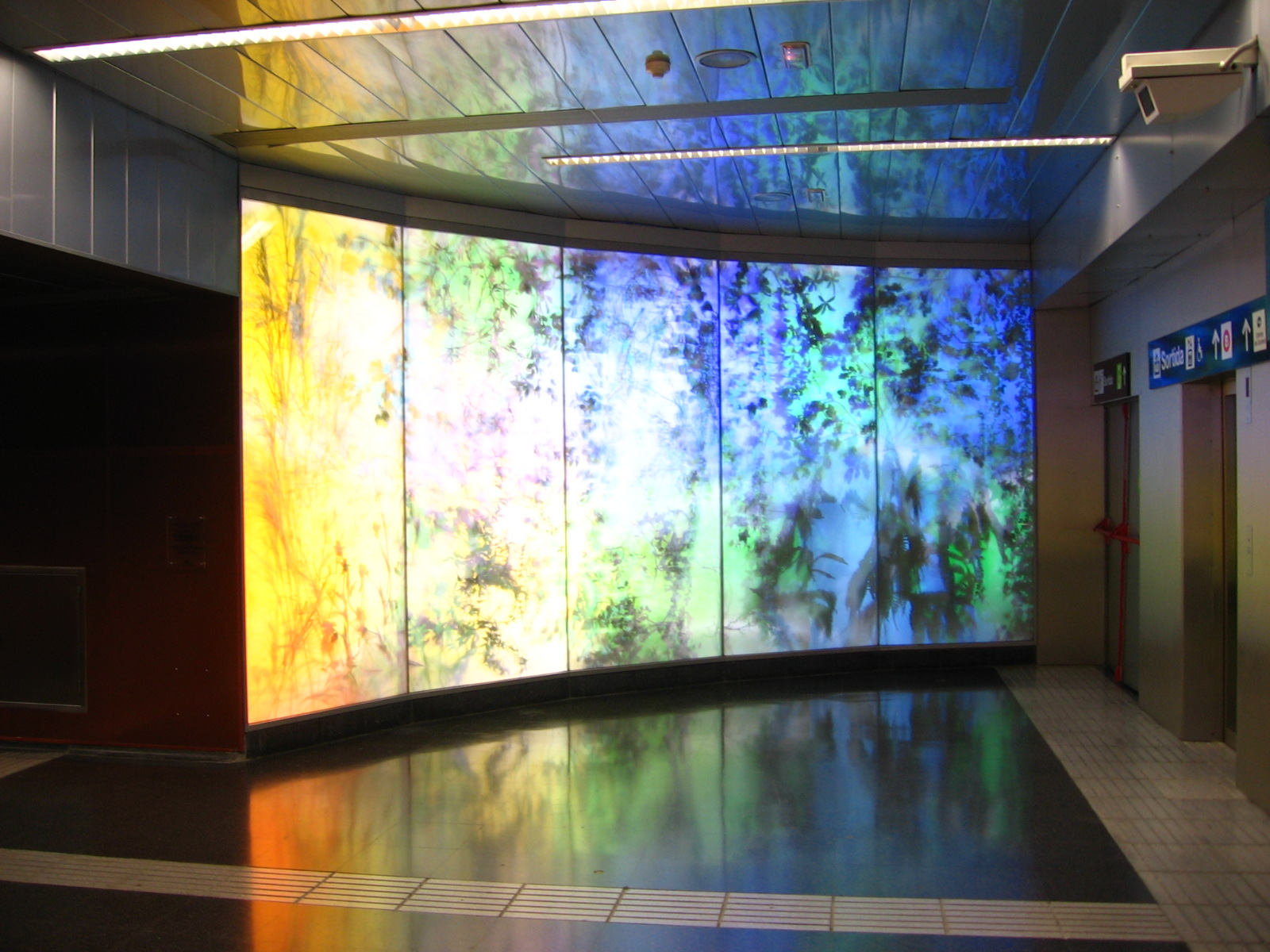
Jardín de Luz (Eugènia Balcells) Estación Ciudad Meridiana del metro de Barcelona (2005)

Uno de los intereses que ha vertebrado la investigación creativa y docente de Balcells ha sido la luz.
Muestra de ello es Jardí de Llum, Collserola (2003), jardín luminoso, instalación permanente situada en la estación de metro Ciutat Meridiana en Barcelona.
En 2009 presenta Rueda de color, basada en una investigación científica, explorando la capacidad de los colores para representar y ordenar la realidad.
En septiembre de 2009 presenta Frecuencias en el centro Arts Santa Mónica de Barcelona. Las instalaciones que componían la exposición inicial fueron: Frecuencias, Rueda de color y Laberinto, proponiendo un viaje hacia el origen de la luz y el color, abriéndose simultáneamente a múltiples y diversos centros de interés. A raíz de la exposición, surge el documental "El arroz se planta con arroz", sobre la repercusión educativa que pueden llegar a tener las obras de arte y la interacción que genera Frecuencias.

#### Años luz
En 2012 Balcells presentó el trabajo Años Luz, definido como un viaje hacia lo efímero, lo fisiológico y lo etéreo, hacia el infinito en una gala cromática alternativa que reproduce, replantea y origina, en paneles 2.0 y mediante ejercicios digitales, una posible vista universal a escasos centímetros de nuestros ojos. Para este trabajo se internó en el Centro Astrofísico de Canarias, grabando audio —recursos sonoros reales— y vídeo que posteriormente formarían parte de este trabajo: un cortometraje documental (Vislumbrar el universo), un documental (17') con la conversación de Eugènia Balcells con el astrónomo Marc Balcells, director del Grupo de Telescopios Isaac Newton instalado en el Observatorio Roque de los Muchachos en Canarias, instalaciones multimedia giratorias (Universo), mural-homenaje (a los elementos de la tabla periódica) o la instalación Frecuencias, que explora la presencia de la luz en la materia.

### Mujeres: cuerpos y construcción social
En España, ante la emergencia de la situación política durante la Transición, el feminismo quedó relegado como movimiento social, pero la denuncia de la situación de las mujeres se hizo visible con trabajos de artistas como Balcells, desvelando la construcción estereotipada de las relaciones de género. Destaca en este sentido la película Boy Meets Girl (1978), mientras artistas como Àngels Ribé (1943) o Esther Ferrer (1937) escenificaban en imágenes del propio cuerpo las limitaciones históricas que aparecen como insostenibles. Desde todo lo no dicho, lo no hecho, lo no visto a lo largo de la historia (El no dit. El no fet. El no vist, 1977) de Ribé, hasta la presentación por parte de Ferrer del propio cuerpo desnudo después de haber sido escrupulosamente medido por los participantes de la acción Íntimo y personal (1977), siguiendo las instrucciones de la artista.
En algunos de sus trabajos, Balcells trata la imagen y el papel de la mujer en la cultura y la sociedad, relacionado con la herencia histórica (Atravesando lenguajes, Álbum portátil). "De momento, —explica Balcells sobre su obra— creo que hemos honrado más lo que nos ha llegado a través de la cultura oficial, a través de los libros generalmente escritos por hombres. En cambio, hemos honrado poco la aportación constante y permanente de todas las mujeres del planeta. Este es el principio de todos los males. Si esta contribución de las mujeres estuviera honrada, la situación sería completamente otra. Por ejemplo, cuando se reunieran las Naciones Unidas, veríamos reunirse a la Madre y al Padre, a las mujeres y a los hombres. No se trata de igualdad de roles pero sí de igualdad de números, que quiere decir igualdad de poderes, que significa igualdad de honra".
En la instalación bicanal Going Through Languages (1981), en uno de los vídeos llamado Lenguaje personal, recorre con un movimiento de cámara subjetivo el cuerpo de dos mujeres que hablan en un espacio privado (Marta Moya y Noni Benegas). De esta situación, ofrece fragmentos de sus gestos, del espacio que habitan y del que las relaciona. La cámara se mueve envolviéndolas, se involucra en la escena y así tu mirada parece convertirse también en una presencia corpórea. A esta forma de filmar, contrapone otro vídeo, Lenguaje público. La cámara, en este caso, se sitúa en una posición fija y distante sobre lo que mira, un concurso de Miss Universo reproducido directamente de una emisión de televisión en Nueva York —no por casualidad se trata del cuerpo de las mujeres—. De hecho, uno de los núcleos de su trabajo es la creación de formas de mirar que dan una comprensión más integral de la realidad, en vez de utilizar el binomio sujeto-objeto.
En el año 2000, presenta Un Espai Propi (2000) por encargo del Centro de Cultura Contemporánea de Barcelona, obra relacionada con Virginia Woolf en la que se explora los límites entre el mundo interior y el exterior.
Fin (1978-2010) es una instalación de cien fotografías de la escena final de fotonovelas que en su mayor parte contienen la palabra fin. El objetivo de Balcells fue mostrar lo que definía como «terreno abonado de las frustraciones, particularmente en el mundo de la mujer de clase popular manipulada». La obra se inserta dentro del interés de las artistas feministas de la década de los setenta por articular una crítica a las formas de representación de la mujer en la historia del arte y en los medios de comunicación. La fotonovela interesa a la artista en cuanto producto de la sociedad de masas que, dirigido a un público mayoritariamente femenino, promueve estereotipos de comportamiento de género y un modelo hegemónico normalizado de relación de pareja.
En 2013 la obra de Balcells fue incluida en la exposición Genealogías feministas en el arte español: 1960-2010, en el Museo de Arte Contemporáneo de Castilla y León MUSAC de León.

## Obra
- 1979 Fuga. Película
- 1982 Indian Circle. Vídeo
- 1983 From the Center. Instalación
- 1984 Color Fields. Instalación de vídeo
- 1985 TV Weave. Instalación de vídeo
- 1993 El tránsito. Instalación
- 1995 Sincronías.
- 1996 Traspasar límites. Imagen electrónica
- 1998 En el corazón de las cosas. Instalación
- 2000 Un espacio propio. Instalación
- 2001 Roda do tempo. Instalación
- 2009 Frecuencias. Instalación de vídeo
- 2009 Rueda de color. Instalación de vídeo
- 2010 El arroz se planta con arroz. Documental
- 2012 Universo. Instalación multimedia

## Premios y reconocimientos
- 1980 Premio Especial XVI por la película Álbum. Certamen Internacional de Curtmetratges, Barcelona.
- 1981 Grand Prix en la 1ere Manifestation International de Video. Montbellard (Francia).
- 1982 Premio Visual Studies Workshop, Rochester, Nueva York, por From the Center.
- 2009 Medalla de Oro al Mérito de las Bellas Artes concedida por S. M. el Rey de España.
- 2009 Premio Nacional de Artes Visuales de la Generalidad de Cataluña concedido por el Consejo Nacional de Artes Visuales.
- 2010 Premio a mejor artista otorgado por la asociación Nacional MAV, Mujeres en las Artes Visuales.
- 2025 Recibió la Cruz de San Jordi, otorgada por la Generalitat de Cataluña.